# Lithops dinteri
Lithops dinteri är en isörtsväxtart. Lithops dinteri ingår i stenbladssläktet som ingår i familjen isörtsväxter.

## Underarter
Arten delas in i följande underarter:
- L. d. dinteri
- L. d. frederici
- L. d. multipunctata

## Bilder

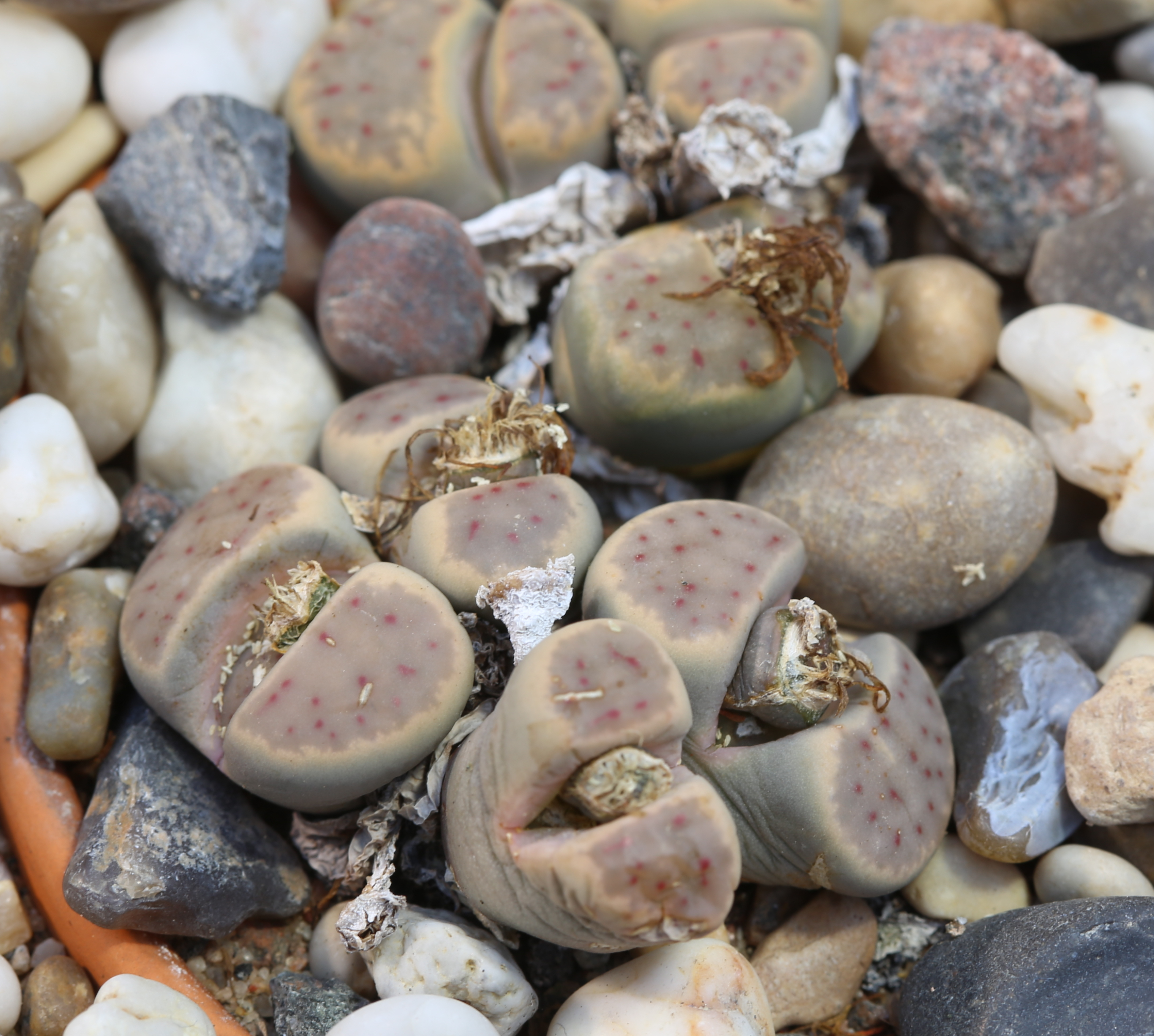
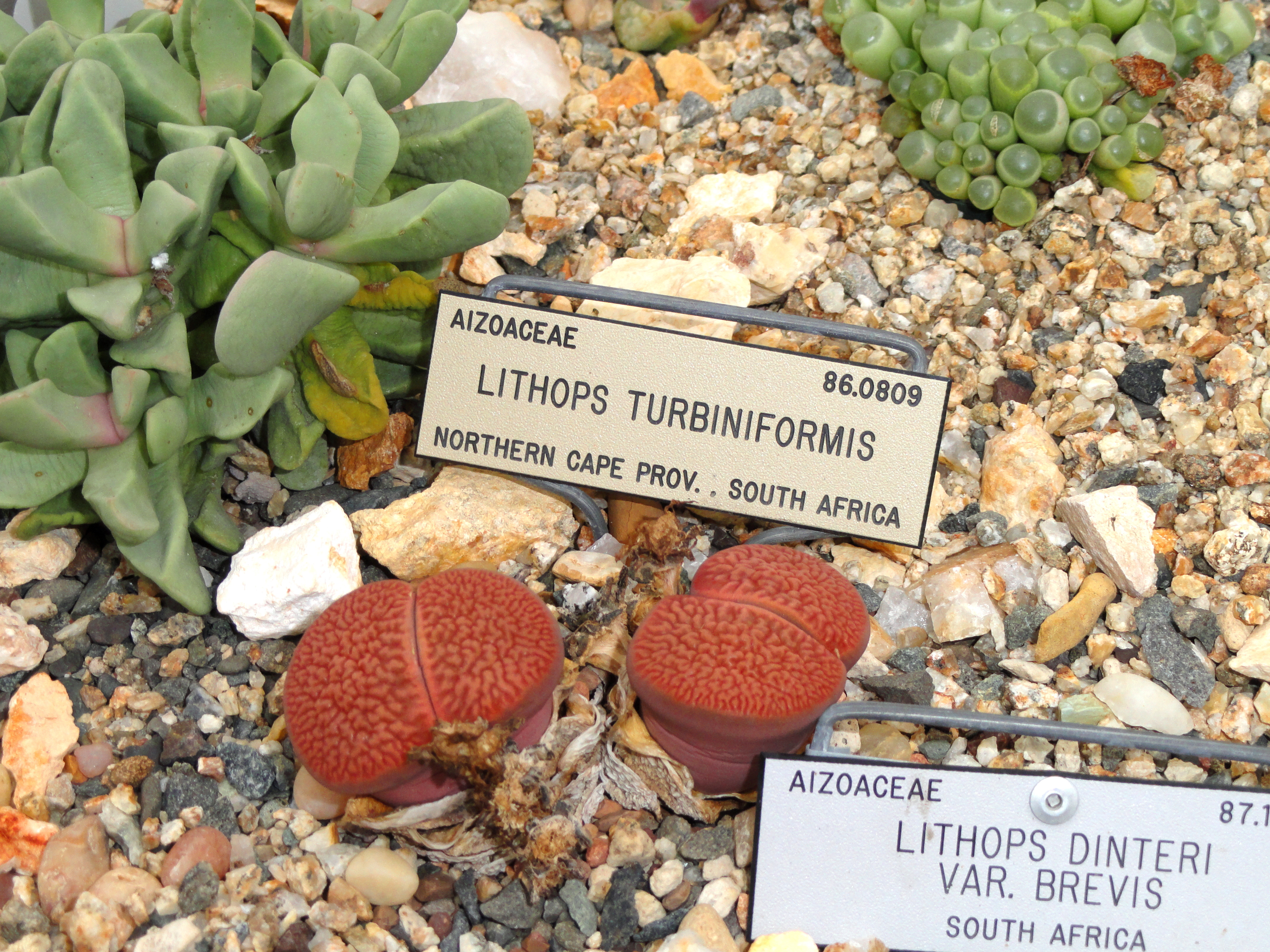